# Канфари, Эудженио
Эудженио Канфари (итал. Eugenio Canfari; 16 октября 1879, Генуя — 23 марта 1962 год, Турин) — итальянский футболист, нападающий. Был одним из 30-ти человек, основавшими «Ювентус» в 1897 году и ставший первым президентом команды. Его брат Энрико Канфари, родившийся в 1877 году в Турине, также был членом-учредителем футбольного клуба и вторым президентом, хотя на поле вместе с братом не выходил.